# Samir Ćeremida
Samir Ćeremida (geb. um 1961 in Sarajevo, Jugoslawien) ist ein bosnischer Musiker, Bassist und Songwriter. Er wurde bekannt als langjähriges Mitglied der Pop-Rock-Band Plavi Orkestar, einem der erfolgreichsten Musikprojekte im ehemaligen Jugoslawien. Gemeinsam mit seinem Zwillingsbruder Admir Ćeremida prägte er die jugoslawische Rock- und Popkultur der 1980er- und 1990er-Jahre.

## Leben
Samir Ćeremida wurde Anfang der 1960er-Jahre als Zwillingsbruder von Admir Ćeremida in Sarajevo geboren. Nach dem Schulabschluss schrieb sich Samir zunächst an der Veterinärmedizinischen Fakultät in Sarajevo ein, brach das Studium jedoch nach zwei Jahren ab, um sich ganz der Musik zu widmen.

## Musikalische Laufbahn

### Frühe Jahre
In den frühen 1980er-Jahren war Ćeremida als Gitarrist in mehreren lokalen Bands aktiv, darunter Linija Života, Posljednji Autobus und die Punk-Funk-Formation Elvis J. Kurtović & His Meteors. Kurzzeitig war er auch Mitglied der ersten Besetzung von Zabranjeno Pušenje, stieg jedoch noch vor der Wehrpflicht wieder aus.

### Plavi Orkestar
1983 wurde er Bassist der Band Plavi Orkestar, die sich in Sarajevo gegründet hatte und zunächst der New Primitivism-Bewegung zugeordnet wurde. Gemeinsam mit Sänger Saša Lošić, Schlagzeuger Admir Ćeremida und Gitarrist Mladen Pavičić wurde die Band zu einem der populärsten Acts des damaligen Jugoslawien.
Nach dem Wehrdienst in der jugoslawischen Volksarmee (in Niš, Serbien) kehrte er zur Band zurück. Plavi Orkestar veröffentlichte 1985 das Debütalbum Soldatski bal, das sich über 500.000 Mal verkaufte und als eines der erfolgreichsten Debütalben der jugoslawischen Musikgeschichte gilt.
Weitere Alben folgten:
- Smrt fašizmu! (1986)
- Sunce na prozoru (1989)
- Simpatija (1991)
- Longplay (1998)
- Infinity/Beskonačno (1999)
- Sedam (2012)

Während des Bosnienkriegs (1992–1995) wurde die Band vorübergehend aufgelöst. Samir Ćeremida lebte in dieser Zeit in Paris, wo er unter anderem als Arrangeur und Musikproduzent tätig war. 1996 gründete er dort die Band Overdream, mit der er ein gleichnamiges Album veröffentlichte.
1998 kam es zur Reunion von Plavi Orkestar mit einer Tournee durch Slowenien. Ein neues Bandmitglied war der Gitarrist Saša Zalepugin. Die Band ist seither wieder regelmäßig aktiv.

## Weitere Tätigkeiten
Neben seiner Arbeit als Musiker ist Ćeremida auch unternehmerisch tätig. Gemeinsam mit seinem Bruder betreibt er die Bar Havana in der Altstadt von Sarajevo (Baščaršija).

## Diskografie

### Mit Plavi Orkestar
- Soldatski bal (1985)
- Smrt fašizmu! (1986)
- Sunce na prozoru (1989)
- Simpatija (1991)
- Longplay (1998)
- Infinity/Beskonačno (1999)
- Sedam (2012)

### Mit Overdream
- Overdream (1996)

### Weitere Mitwirkungen
- Fildžan viška (Zabranjeno Pušenje, 1997)